# Vicente Romero
Vicente Romero Sánchez (né à Séville, le 4 février 1969) est un acteur espagnol.

## Biographie
Vicente Romero a étudié l'art dramatique, la danse et la mise en scène, et ses premiers emplois se sont déroulés sur scène. En 2001, il fait ses débuts à la télévision dans la série de Telecinco Hospital Central, où il apparaît dans un seul épisode. Depuis, il a eu l'occasion de jouer dans d'autres séries telles que Policías, en el corazón de la calle, El comisario et Padre Coraje.
Il a fait ses débuts au cinéma dans Las Horas del día (Les Heures du jour) (Jaime Rosales, 2003), et a ensuite participé à des films tels que El resultado de la vida (2002), Necesidades (2003) et Horas de luz (2004).
En 2003, il a reçu le prix de la révélation de l'année de la Unión de Actores pour son rôle dans la mini-série télévisée Padre Coraje.
Il a ensuite participé au tournage de films tels que 7 vírgenes (Les Sept Vierges), d'Alberto Rodríguez, Horas de luz, de Manolo Matjí, et Las horas del día, de Jaime Rosales. Romero combine son travail au cinéma et à la télévision avec sa carrière au théâtre. Il est également scénariste, enseignant et percussionniste au sein du groupe Boom-Band.

## Critique
Carlos Boyero, critique de cinéma du journal El País, le mentionne (en octobre 2010, dans le supplément culturel Babelia) parmi les seconds rôles du cinéma espagnol "si sublimes, polyvalents et crédibles [...]". Le mois suivant, Boyero, dans une interview numérique du journal susmentionné, souligne ses rôles dans Padre Coraje, Las horas del día, 7 vírgenes et Celda 211 (Cellule 211).

## Filmographie

### Cinéma
| Année | Titre (original)          | Titre (traduction)                | Peronnage         | Réalisation               |
| ----- | ------------------------- | --------------------------------- | ----------------- | ------------------------- |
| 2021  | Cuidado con lo que deseas | Attention à ce que vous souhaitez | Joaquín           | Fernando Colomo           |
| 2021  | Érase una vez en Euskadi  | Il était une fois en Euskadi      | Anselmo           | Manu Gómez                |
| 2019  | Intemperie                | L'Échappée sauvage                | El Triana         | Benito Zambrano           |
| 2019  | Adiós                     | Adieu                             | Andrés            | Paco Cabezas              |
| 2019  | Antes de la Quema         | Avant la combustion               | Inspecteur Gómez  | Fernando Colomo           |
| 2018  | Tu hijo                   | Ton fils                          | Alberto           | Miguel Ángel Vivas        |
| 2018  | La sombra de la ley       | Gun City                          | Inspecteur Rediú  | Dani de la Torre          |
| 2016  | Cuerpo de élite           | Corps d'élite                     | Sergent Pérez     | Joaquín Mazón             |
| 2016  | Secuestro                 | L'enlèvement                      | Carreño           | Mar Targarona             |
| 2015  | Asesinos inocentes        | Tueurs innocents                  | Julián            | Gonzalo Bendala           |
| 2012  | The Pelayos               | The Pelayos                       | Balón             | Eduard Cortés             |
| 2011  | Carne de neón             | Chair fluo                        | Angelito          | Paco Cabezas              |
| 2010  | Entrelobos                | L'Enfant loup                     | Hocicotocino      | Gerardo Olivares          |
| 2009  | También la lluvia         | Même la pluie                     | Acteur Commandant | Icíar Bollaín             |
| 2009  | Celda 211                 | Cellule 211                       | Tachuela          | Daniel Monzón             |
| 2008  | Granit                    | Granit                            |                   | Ezekiel Montes            |
| 2008  | 3 días                    | 3 jours                           | Marcial           | F. Javier Gutiérrez       |
| 2006  | La sombra de nadie        | L'ombre de personne               | Sergio            | Pablo Malo                |
| 2006  | La noche de los girasoles | La Nuit des tournesols            | Tomás             | Jorge Sánchez-Cabezudo    |
| 2006  | Niñ@s                     | Niñ@s                             | Père Miguel       | Alfredo Montero           |
| 2005  | 7 vírgenes                | Les Sept Vierges                  | Santacana         | Alberto Rodríguez Librero |
| 2004  | Horas de luz              | Heures de clarté                  | Morata            | Manolo Matji              |
| 2003  | Las horas del día         | Les Heures du jour                | Marcos            | Jaime Rosales             |

| Année | Titre (original)        | Titre (traduction)    | Peronnage                    | Réalisation                       |
| ----- | ----------------------- | --------------------- | ---------------------------- | --------------------------------- |
| 2015  | La voz del agua         | La voix de l'eau      | Médecin                      | Álvaro Elías                      |
| 2009  | Burbuja                 | Bulle                 | Horte                        | Pedro Casablanc, Gabriel Olivares |
| 2008  | La espera               | L'attente             | Homme 1                      | Carlos Agulló                     |
| 2006  | Tocata y fuga           | Toccata et fugue      | Client d'une station-service | Alex O'Dogherty                   |
| 2006  | Palomita mía            | Ma petite colombe     | Pimiento                     | Jorge Laplace                     |
| 2006  | Yo                      | Moi                   | Alejandro                    | Nano Alonso                       |
| 2005  | Carne de neón           | Chair fluo            | Angelito                     | Paco Cabezas                      |
| 2004  | Necesidades             | Besoins               | Lui-même                     | Paco R. Baños                     |
| 2004  | Días rojos              | Jours rouges          | Bicho                        | Gonzalo Benzala                   |
| 2002  | El resultado de la vida | Le résultat de la vie | Manuel                       | Álvaro Begines                    |

### Télévision
| Année       | Titre (original)                    | Titre (traduction)                | Peronnage                       | Réalisation |
| ----------- | ----------------------------------- | --------------------------------- | ------------------------------- | ----------- |
| 2022        | Express                             | Express                           | Santiago Roldán                 | Prime Video |
| 2022        | La novia gitana                     | La mariée gitane                  | Rodrigo Orduño                  | Antena 3    |
| 2020        | El ministerio del tiempo            | Le ministère du temps             | Emilio Herrera                  | La 1        |
| 2019        | Malaka                              | Malaka                            | Joaquín "Quino" Romero          | La 1        |
| 2018        | Mambo                               | Mambo                             | Représentant                    | RTVE Play   |
| 2017        | Tiempos de guerra                   | Temps de guerre                   | Commandant Silva                | Antena 3    |
| 2015 - 2016 | Bajo sospecha                       | En cas de suspicion               | Rafael Vidal                    | Antena 3    |
| 2012 - 2014 | Con el culo al aire                 | Le cul en l'air                   | José María Gil "Chema"          | Antena 3    |
| 2011; 2018  | 14 de abril. La República           | 14 avril. La République           | Paco el Rubio                   | La 1        |
| 2011        | Crematorio                          | Crématorium                       | Sarcós                          | Canal +     |
| 2009        | La que se avecina                   | Le prochain                       | Carlos                          | Telecinco   |
| 2009        | Hermanos & detectives               | Frères et détectives              |                                 | Telecinco   |
| 2008        | Sin tetas no hay paraíso            | Pas de seins, pas de paradis      | El Fati                         | Telecinco   |
| 2007        | Génesis, en la mente del asesino    | La genèse, dans l'esprit du tueur | Bernardo Laza / Adrián Expósito | Cuatro      |
| 2007        | Cuenta atrás                        | Compte à rebours                  | Joaquín                         | Cuatro      |
| 2006        | Estudio 1                           | Étude 1                           | Le rouquin                      | La 1        |
| 2005        | Maneras de sobrevivir               | Moyens de survie                  | Zacarías                        | Telecinco   |
| 2005        | Aída                                | Aída                              | Père de Dani                    | Telecinco   |
| 2002        | Padre Coraje                        | Le courage du père                | Manuel Maqueda                  | Antena 3    |
| 2002        | Policías, en el corazón de la calle | La police au cœur de la rue       | Tueur                           | Antena 3    |
| 2002        | El Comisario                        | Le Commissaire                    | Suspect                         | Telecinco   |
| 2001        | Periodistas                         | Journalistes                      | Bermejo                         | Telecinco   |
| 2001        | Hospital Central                    | Hôpital central                   |                                 | Telecinco   |

| Année | Titre (original)  | Titre (traduction) | Peronnage | Réalisation   |
| ----- | ----------------- | ------------------ | --------- | ------------- |
| 2008  | El viaje vertical | Le voyage vertical | Pablo     | Ona Planas    |
| 2003  | Carta mortal      | Lettre mortelle    | Miguel    | Eduard Cortés |

### Théâtre
- El día del padre (Fête des pères) (2007). Avec Aitor Mazo, Javier Martín et Víctor Ullate.
- Cancún (Cancun) (2015)
- Losers (Les perdants) (2016). Avec María Pujalte. Comédie de Marta Buchaca réalisée par Guillem Clua.
- El crédito (Le crédit) (2017). Avec Antonio Pagudo. Réalisé par Gabriel Olivares.
- El método Grönholm (La méthode Grönholm) (2020)[4]

## Récompenses
| Année | Catégorie            | Série        | Résultat |
| ----- | -------------------- | ------------ | -------- |
| 2002  | Meilleure révélation | Padre Coraje | Lauréat  |